# Amanda Tenfjord
Amanda Klara Georgiadi Tenfjord (gr. Αμάντα Κλάρα Γεωργιάδη Τένφγιορντ; ur. 9 stycznia 1997 w Janinie) – grecko-norweska piosenkarka. Reprezentantka Grecji w 66. Konkursie Piosenki Eurowizji (2022) w Turynie.

## Życiorys

### Rodzina i edukacja
Urodziła się 9 stycznia 1997. Jej matka jest Norweżką, a ojciec Grekiem. Swoje pierwsze lata spędziła w Grecji, następnie wraz z rodziną przeniosła się do Tennfjord w okręgu Møre og Romsdal w zachodniej Norwegii. Nazwa miasteczka zainspirowała ją do utworzenia pseudonimu artystycznego Tenfjord.
Kiedy miała pięć lat, zaczęła naukę gry na fortepianie. W szkole średniej uczęszczała razem do klasy z Sigrid, która zainspirowała ją do kontynuowania kariery muzycznej. W 2015 zamieszkała w Trondheim, aby rozpocząć studia medyczne w Norweskim Uniwersytecie Naukowo-Technicznym (NTNU), jednak w 2019 wstrzymała naukę, by skupić się na karierze muzycznej.

### Kariera muzyczna
W 2016 wzięła udział w konkursie muzycznym programu TV2 The Stream, gdzie znalazła się w czołowej 30 najlepszych uczestników. W 2019 wystąpiła z piosenką „Let Me Think” w programie P3 Live oraz zagrała na festiwalu muzycznym Trondheim Calling. Koncertowała również z norweskim zespołem Highasakite. W 2019 otrzymała Nagrodę Kultury Młodzieży Gminy Haram.
15 grudnia 2021 grecki nadawca publiczny Ellinikí Radiofonía Tileórasi (ERT) ogłosił, że Tenfjord będzie reprezentować Grecję w 66. Konkursie Piosenki Eurowizji. Jej konkursowy utwór „Die Together” został zaprezentowany 10 marca 2022 w programie Studio 4. 10 maja wzięła udział w pierwszym półfinale konkursu i zakwalifikowała się do jego finału, w którym zajęła ósme miejsce, zdobywając 215 punktów.